# 哈通哈薩山 (庫斯科大區)
13°22′05″S 72°32′25″W / 13.36806°S 72.54028°W

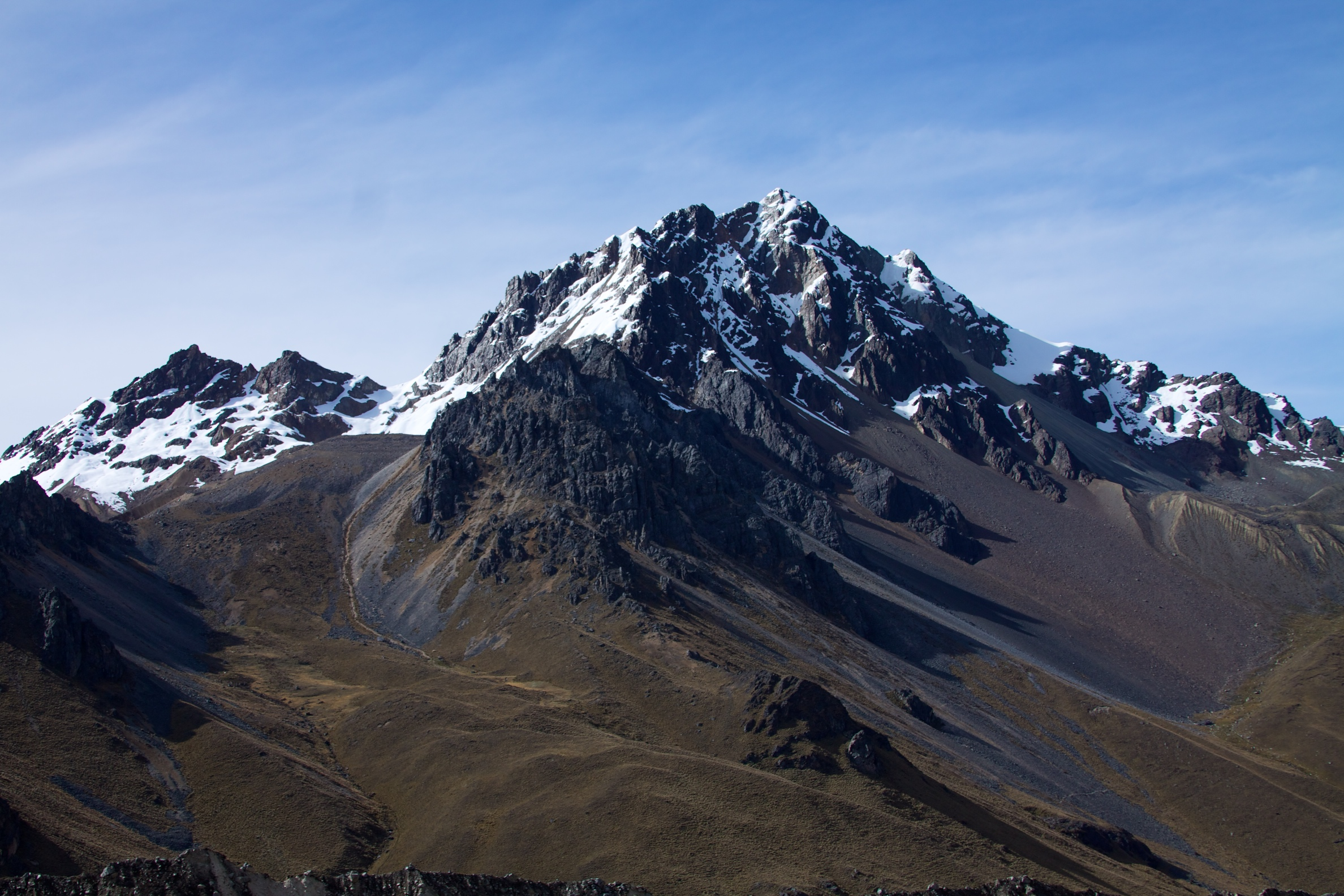

哈通哈薩山（Jatunjasa），是秘魯的山峰，位於該國東南部庫斯科大區，由利馬坦博區和奧揚泰坦博區負責管轄，屬於安地斯山脈中維爾卡潘帕山脈的一部分，海拔高度5,338米。